# Eduardo Peralta
Pour les articles homonymes, voir Peralta.
Eduardo Peralta est un auteur-compositeur-interprète chilien né le 23 décembre 1958 à Santiago du Chili.
Il commence son activité d'auteur interprète en 1978. Ses premières chansons ont pour nom Navidad, El Joven Titiritero, Juan González, El Hombre es una Flecha, Golondrina Chilota...
Il a produit une dizaine de disques et s'illustre par des traductions en espagnol des chansons de Georges Brassens.
Il est aussi improvisateur (payador), et compositeur de remarquables versions en chanson
de Poésie (chilienne et francophone).
Il a chanté dans 25 pays (60 villes dans le monde et 120 villes du Chili)...
La page web de la SACEM parle de ses "étonnants lundis brasséniens", qu'il organise
depuis 1999 au Meson Nerudiano, un Café-Concert style Rive Gauche des 50... Il a fait participer plus de 180 artistes invités pour rendre hommage aux auteurs de la chanson poétique chilienne et ibéroaméricaine, et aussi aux grands auteurs de la chanson francophone : Brassens, Brel, Ferré, Moustaki, Leclerc, Lapointe, etc.
Il vient de publier son livre 100 Canciones (Ed. Genus), présenté pendant la Foire du
Livre de Santiago du Chili, le 1er novembre 2007.
Il a été décoré Chevalier des Arts et des Lettres et Grand Prix SACEM (2004)...